# Томпсон, Ричард (легкоатлет)
Ричард Томпсон (род. 1985) — легкоатлет Тринидада и Тобаго, который специализируется в беге на короткие дистанции. На олимпийских играх 2008 года в Пекине в беге на 100 метров с результатом 9,89 был серебряным призёром, в эстафете 4×100 метров в составе сборной Тринидада и Тобаго был вторым, но после дисквалификации Несты Картера за употребление допинга сборная Ямайки была дисквалифицирована, а золото перешло к Тринидаду и Тобаго. Бронзовый призёр олимпийских игр 2012 года в составе эстафеты 4×100 метров. Занял 5-е место на чемпионате мира 2009 года в беге на 100 метров, показав время 9,93.
Личный рекорд в беге на 100 метров — 9,82, в беге на 200 метров — 20,18.

## Достижения
- 2010: 5-е место на Memorial Van Damme — 10,11
- 2011: 5-е место на Golden Gala — 10,13
- 2011: 5-е место на Prefontaine Classic — 10,01